# Pseudoxenodon karlschmidti
Pseudoxenodon karlschmidti — вид змій родини полозових (Colubridae). Мешкає в Південно-Східній Азії. Вид названий на честь американського герпетолога Карла Паттерсона Шмідта.

## Підвиди
Виділяють три підвиди:
- Pseudoxenodon karlschmidti karlschmidti Pope, 1928;
- Pseudoxenodon karlschmidti popei Gressitt, 1936;
- Pseudoxenodon karlschmidti sinii Fan, 1931.

## Поширення і екологія
Pseudoxenodon karlschmidti широко поширені на півдні Китаю, зокрема на острові Хайнань, а також на півночі В'єтнаму. Вони живуть у вологих гірських тропічних лісах, на висоті від 500 до 1200 м над рівнем моря. Живляться земноводними. Відкладають яйця.